# Mariana Vázquez
Mariana Vázquez (Montevideo, 5 de enero de 1974) es una docente, cantante y compositora uruguaya. 

## Biografía
Estudió piano en la Escuela Universitaria de Música (EUM), percusión y guitarra. Es además es profesora de Música del IPA (Instituto de Profesores Artigas) y se desempeña como docente de secundaria desde el año 1998.
Integra de forma permanente el Coro Universitario y el Coro Upsala, y ha sido invitada en el Coro DeProfundis, haciendo obras clásicas y populares.
Fue invitada a integrar la banda La Dulce en el año 2002 junto a Samantha Navarro, Andrea Viera y Ana Claudia de León, aportando en los arreglos de los distintos instrumentos (guitarra acero, cavaquinho, acordeón, armónicas). Con esta banda ha grabado dos discos: "La Dulce en vivo" en setiembre del 2004 y "Sed", grabado en estudio en noviembre del 2007, con la producción artística de Martín Buscaglia y Gustavo Montemurro. La canción "Jardín japonés" de este último álbum estuvo incluida en la lista de las "100 canciones del año" de la revista Rolling Stone Argentina. Junto a La Dulce ha tocado en diversos escenarios de Montevideo, como Espacio Guambia y la Sala Zitarrosa, también en el interior del país y Buenos Aires.
Desarrolló en 2007 junto a la escritora Natalia Mardero el espectáculo de narrativa y música llamado “Señuelos”. Dicha intervención fue una exposición del Programa PLATAFORMA del Ministerio de Educación y Cultura (MEC), realizada en Montevideo y llevada también al departamento de Florida. Señuelos se transformó luego en un proyecto independiente, que combina cuentos de la escritora musicalizados con canciones de su autoría. 
Mariana Vázquez acompañó a Patricia Kramer en su proyecto solista, con quién ha grabado dos discos: "Un par de intentos", presentado en 2007 en formato trío junto a Sebastián Pereira, y "Sostén" en 2008 presentado en 2010 en la Sala Zitarrosa. En 2013 viajan en dúo a Beijing, China, para participar en un festival multicultural que se realiza todos los años, recibiendo a bandas y solistas de todas partes del mundo. Este viaje fue declarado de interés cultural por el MEC.
En el 2010 realizó junto a Valentina Prego en formato dúo el ciclo "Canciones para andar en bicicleta", un espectáculo de música y poesía con canciones de autores uruguayos y propias. El dúo tocó en varias ocasiones en Buenos Aires y Montevideo, y participó del cierre del Primer Festival Internacional de Cine a Pedal de Montevideo en 2013.
Colaboró también con la solista Martina Gadea en la presentación de su primer disco “Volvé a Jugar”, y luego en la grabación y presentación de su segundo disco “Tierra”. Más tarde las músicas participaron en 2013 del ciclo de Autores en vivo de AGADU. Junto a la cantante Gadea han sido teloneras de Roxette en el Velódromo Municipal, Albert Pla en el Teatro Solís y en Niceto en Buenos Aires, Julieta Venegas en el Palacio Peñarol y Rosana, la cantante española, en el Teatro Plaza. 
Mariana Vázquez ha tocado con su proyecto solista en la librería La Lupa desde 2011 a 2013, en el CCE (Centro cultural de España) en junio del 2012 y en la Feria de Ideas en diciembre del 2012. Acompañó a la solista Vika como teloneras de Concha Buika y Lila Downs. A su vez, ha tocado junto a músicos tales como Martín Buscaglia, Luciana Mocchi, Ana Prada, Lucía Ferreira, Tabaré Rivero, Florencia Núñez y Alfonsina.
En el 2015 es invitada por la ONG Claves a realizar la producción musical de un videoclip como parte de la campaña de “Uruguay País de buentrato- jóvenes contra la explotación sexual infantil”

## Canciones de su autoría
- Bicicleta
- Cielo
- Corazón escarlata
- Dejar atrás
- Feliz
- Manga
- Nada
- Provocame
- Que no ni no
- Quiero y no puedo
- Sala de espera
- Sopy pañuelo
- Tal vez
- Te muerdo
- Volcan[1]

## Discografía

### La Dulce
- La Dulce en vivo (Perro Andaluz 2004)
- Sed (Bizarro Records 2008)

### Colaboraciones
- Un par de intentos (Patricia Kramer, 2007)
- Sostén (Patricia Kramer, 2010)